# Pearl Aday
Pearl Aday (1975) es una cantante de rock estadounidense, hija adoptada del reconocido cantante Meat Loaf. Pearl, cuyo padre biológico fue el baterista de la banda de Janis Joplin, Full Tilt Boogie, fue adoptada por Meat Loaf después de casarse con su madre, Leslie.
Realizó giras con la agrupación de Meat Loaf por nueve años. Ha aparecido en numerosos álbumes y en algunos programas de televisión junto a su padre, especialmente realizando duetos. También ha sido corista de la banda Mötley Crüe. Actualmente es la vocalista principal de la banda "Pearl", con la que lanzó su álbum debut bajo el sello Megaforce/RED/Sony Music el 19 de enero de 2010. También hace parte de la banda Motor Sister junto a su esposo, el guitarrista de Anthrax, Scott Ian.

## Discografía

### Pearl
- Little Immaculate White Fox (2010)
- The Swing House Sessions (Live & Acoustic) (2011)

### Meat Loaf
- Welcome to the Neighbourhood (coros)
- Live Around the World (coros)
- The Very Best of Meat Loaf (coros)
- VH1 Storytellers (coros)
- Couldn't Have Said It Better (coros)
- Los Angeloser (Sencillo) (coros)

### Ace Frehley
- Anomaly (coros)

### Motor Sister
- Ride (2015)